# دراکولای برام استوکر (فیلم ۱۹۷۳)
«دراکولای برام استوکر» (انگلیسی: Bram Stoker's Dracula (1973 film)) یک فیلم به کارگردانی دان کورتیز است که در سال ۱۹۷۳ منتشر شد. از بازیگران آن می‌توان به جک پالانس، سایمون وارد، و نایجل داونپورت اشاره کرد.